# Хайд, Херби
Херберт Окечукву Мадуагву англ. Herbert Okechukwu Maduagwu более известный как Херби Хайд (англ. Herbie Hide, родился 26 октября 1971, Оверри, Нигерия) — бывший британский боксёр-профессионал нигерийского происхождения, экс-чемпион мира среди профессионалов в тяжёлом весе по версии WBO.

## Профессиональная карьера
Хайд дебютировал на профессиональном ринге в 1989 году. В январе 1992 года нокаутировал во втором раунде Корноя Нельсона и завоевал свой первый титул — интерконтинентального чемпиона мира по версии WBC.
18 сентября 1993 года победил по очкам Эверетта Мартина. Мартин стал первым боксёром, который выстоял против Хайда и проиграл не нокаутом.
В конце 1993 года нокаутировал экс-чемпиона Джеффа Лампкина.

### Период чемпиона мира в тяжёлом весе по версии WBO
19 марта 1994 года в 7-м раунде нокаутировал Майкла Бентта и стал новым чемпионом по версии WBO. Через год вышел на защиту титула против бывшего абсолютного чемпиона в тяжёлом весе Риддика Боу и потерпел своё первое поражение нокаутом в 6-м раунде.
В 1997 году вновь завоевал титул WBO, нокаутировав во 2-м раунде известного боксёра Тони Таккера.
26 июня 1999 года на третьей защите титула проиграл титул нокаутом во 2-м раунде непобеждённому нокаутёру, Виталию Кличко.

### Возвращение
После второго поражения Хайд на 2 года ушёл из бокса. Вернувшись, провёл один победный бой, а следующий проиграл Джозефу Чингангу. На полтора года ушёл из бокса. Вернулся в 2003 году. Нокаутировал Дерека Маккофенти. Через месяц взял реванш над Чингангу, нокаутировав его в 1-м раунде. В марте 2004 года проиграл Миндагусу Куликаскасу. Снова ушёл из бокса на полтора года.

### Первый тяжёлый вес
В 2006 году перешёл в первый тяжёлый вес. В конце 2007 года нокаутировал непобеждённого Михаила Насырова (19-0) в бою за вакантный интернациональный титул WBC в первом тяжёлом весе. Все последующие бои побеждал, до завершения карьеры.
В 2010 году, участвуя в турнире Prizefighter, победил первого противника по очкам, но получил серьёзное рассечение над правым глазом и был вынужден выйти из турнира, а впоследствии и завершить боксёрскую карьеру.

## Проблемы с законом
- В 1999 году объявил себя банкротом после того, как суд приговорил его к штрафным санкциям из-за различных неуплат. Хайд сообщил, что случайно оставил свои деньги в размере 8000 фунтов стерлингов возле электролампы, и они сгорели. Данное заявление вызвало недоумение стражей порядка.
- Был несколько раз арестован за хулиганство.
- В 2003 году был оштрафован на 1000 фунтов стерлингов после нападения на шесть человек в баре и за избиение одного из них стулом.
- В 2004 году был арестован за непосещение судебных слушаний.
- В марте 2012 года на вечеринке дома у Хайда, где присутствовало более 100 человек, был зарезан один из гостей. Незадолго до этого инцидента Хайд привлекался к ответственности за нападение на человека[2].
- В 2013 году был задержан и признал себя виновным в торговле наркотиками[3].